# Clasificación americana para la Copa Mundial de Rugby de 2003
La Clasificación del Continente Americano para la Copa Mundial de Rugby fue una serie de partidos internacionales disputados por las selecciones nacionales masculinas pertenecientes a Confederación Sudamericana de Rugby y North America Caribbean Rugby Association.
El continente americano contó con dos cupos directos a Australia 2003 y un cupo al repechaje frente a un país de Europa.

## Desarrollo

### Ronda 1 Norte

#### Cuartos de final
| 20 de noviembre | Islas Caimán | 32 - 13 | Guyana |  |  |

| 20 de noviembre | Trinidad y Tobago | 51 - 5 | Jamaica |  |  |

| 20 de noviembre | Bermudas | Avanza Bermudas | Santa Lucía |  |  |

| 20 de noviembre | Barbados | 25 - 18 | Bahamas |  |  |

#### Semifinales
| 22 de noviembre | Islas Caimán | 8 - 12 | Trinidad y Tobago |  |  |

| 22 de noviembre | Bermudas | 13 - 5 | Bahamas |  |  |

#### Final
| 24 de noviembre | Trinidad y Tobago | 23 - 12 | Bermudas |  |  |

- Trinidad y Tobago avanzó a la Ronda 2 frente al campeón de la Ronda 1 Sur

### Ronda 1 Sur

#### Posiciones
| Pos. | Equipo    | Encuentros | Encuentros | Encuentros | Encuentros | Tantos  | Tantos    | Tantos     | Puntos |
| Pos. | Equipo    | jugados    | ganados    | empatados  | perdidos   | a favor | en contra | diferencia | Puntos |
| ---- | --------- | ---------- | ---------- | ---------- | ---------- | ------- | --------- | ---------- | ------ |
| 1    | Brasil    | 3          | 3          | 0          | 0          | 112     | 24        | + 88       | 9      |
| 2    | Venezuela | 3          | 2          | 0          | 1          | 104     | 33        | + 71       | 7      |
| 3    | Perú      | 3          | 1          | 0          | 2          | 59      | 110       | - 51       | 5      |
| 4    | Colombia  | 3          | 0          | 0          | 3          | 22      | 130       | - 108      | 3      |

| 6 de octubre | Venezuela | 55 - 0  | Colombia | Estadio Olímpico de la UCV, Caracas, Venezuela |  |
|              |           | Reporte |          |                                                |  |

| 13 de octubre | Venezuela | 46 - 19 | Perú | Estadio Olímpico de la UCV, Caracas, Venezuela |  |
|               |           | Reporte |      |                                                |  |

| 27 de octubre | Brasil | 51 - 9  | Perú | Estádio Municipal, Varginha, Brasil |  |
|               |        | Reporte |      |                                     |  |

| 3 de noviembre | Colombia | 12 - 47 | Brasil | Estadio El Salitre, Bogotá, Colombia |  |
|                |          | Reporte |        |                                      |  |

| 17 de noviembre | Brasil | 14 - 3  | Venezuela | cancha del SPAC, São Paulo, Brasil |  |
|                 |        | Reporte |           |                                    |  |

| 17 de noviembre | Perú | 31 - 10 | Colombia |  |  |
|                 |      | Reporte |          |  |  |

### Ronda 2
- Se enfrentaron los ganadores de la Ronda 1 Norte y Sur

| 22 de diciembre de 2001 | Trinidad y Tobago | 10 - 11 | Brasil |  |  |

| 26 de enero de 2002 | Brasil | 9 - 0 | Trinidad y Tobago |  |  |

- Brasil avanzó a la Ronda 3 por un marcador global de 20 a 10.

### Ronda 3
| Pos. | Equipo   | Encuentros | Encuentros | Encuentros | Encuentros | Tantos  | Tantos    | Tantos     | Puntos |
| Pos. | Equipo   | jugados    | ganados    | empatados  | perdidos   | a favor | en contra | diferencia | Puntos |
| ---- | -------- | ---------- | ---------- | ---------- | ---------- | ------- | --------- | ---------- | ------ |
| 1    | Chile    | 2          | 2          | 0          | 0          | 103     | 11        | + 92       | 6      |
| 2    | Paraguay | 2          | 1          | 0          | 1          | 19      | 70        | - 51       | 4      |
| 3    | Brasil   | 2          | 0          | 0          | 2          | 19      | 60        | - 41       | 2      |

| 13 de abril de 2002 | Brasil | 6 - 46 | Chile |  |  |

| 20 de abril de 2002 | Paraguay | 14 - 13 | Brasil |  |  |

| 28 de abril de 2002 | Chile | 57 - 5 | Paraguay |  |  |

### Ronda 4
| Pos. | Equipo         | Encuentros | Encuentros | Encuentros | Encuentros | Tantos  | Tantos    | Tantos     | Puntos |
| Pos. | Equipo         | jugados    | ganados    | empatados  | perdidos   | a favor | en contra | diferencia | Puntos |
| ---- | -------------- | ---------- | ---------- | ---------- | ---------- | ------- | --------- | ---------- | ------ |
| 1    | Canadá         | 6          | 5          | 0          | 1          | 192     | 80        | + 112      | 16     |
| 2    | Uruguay        | 6          | 3          | 0          | 3          | 115     | 144       | - 29       | 12     |
| 3    | Estados Unidos | 6          | 2          | 0          | 4          | 107     | 139       | - 32       | 10     |
| 4    | Chile          | 6          | 2          | 0          | 4          | 93      | 144       | - 51       | 10     |

|  | Clasificados a Australia 2003.             |
|  | Clasificado al Repechaje intercontinental. |

| 29 de junio de 2002 | Canadá | 26 - 9 | Estados Unidos |  |  |

| 9 de julio de 2002 | Uruguay | 34 - 23 | Chile |  |  |

| 13 de julio de 2002 | Estados Unidos | 13 - 36 | Canadá |  |  |

| 27 de julio de 2002 | Chile | 10 - 6 | Uruguay |  |  |

| 15 de agosto de 2002 | Estados Unidos | 28 - 24 | Uruguay |  |  |

| 17 de agosto de 2002 | Canadá | 27 - 6 | Chile |  |  |

| 24 de agosto de 2002 | Uruguay | 25 - 23 | Canadá |  |  |

| 24 de agosto de 2002 | Chile | 21 - 13 | Estados Unidos |  |  |

| 31 de agosto de 2002 | Uruguay | 10 - 9 | Estados Unidos |  |  |

| 31 de agosto de 2002 | Chile | 11 - 29 | Canadá |  |  |

| 8 de octubre de 2002 | Estados Unidos | 35 - 22 | Chile |  |  |

| 8 de octubre de 2002 | Canadá | 51 - 16 | Uruguay |  |  |